# Marta Maggetti
Marta Maggetti, née le 26 janvier 1970 à Cagliari (Sardaigne), est une véliplanchiste italienne. Elle a terminé quatrième aux Jeux olympiques de Tokyo en 2021 dans la classe RS:X puis médaille d'or aux Jeux olympiques de Paris en IQFoil.

## Biographie
Elle rejoint le club local de planche à voile dont son père était membre et se met à la voile dès l'âge de huit ans. En 2013, elle remporte une médaille d'argent au Championnat du monde des moins de 19 ans. Elle pratique la planche à voile et remporte le Championnat du monde junior RS:X qui s'est tenu en Italie à Civitavecchia.
Elle participe aux Jeux olympiques de Tokyo en 2020 après avoir été choisie face à Giorgia Speciale ; elle venait de terminer quatrième des derniers championnats d'Europe 2021. Elle rate une médaille olympique avec une quatrième dans la catégorie RS:X.
En 2022, elle passe dans la future catégorie olympique IQFoil. Elle remporte une médaille d'or aux Championnats du monde IQFoil 2022 à Brest. Choisie en février 2024 pour rejoindre l'équipe italienne aux Jeux olympiques d'été de 2024, elle remporte la médaille d'or profitant d'une erreur de la Britannique Emma Wilson.